# 八月長安
八月長安（1987年8月12日—），本名劉婉薈，中國女作家。出生於黑龍江省哈爾濱市，北京大學光華管理學院、早稻田大學政治經濟學部雙學士。2009年出版第一本長篇小說《你好，舊時光》，拿下豆瓣讀書網青春小說類的最高評分。此後又推出了同系列小說《暗戀·橘生淮南》、《最好的我們》和《這麼多年》，故事中的主角景皆在振華中學相識，合稱為“振華四部曲”。2017年，首部散文集《時間的女兒》出版。

## 简介
2006年，哈爾濱市第三中學高三17班的劉婉薈以文科661分成為高考哈爾濱市文科狀元，考取北京大學光華管理學院。
2009年，劉婉薈以「八月長安」為筆名出版了第一本長篇青春小說《你好，舊時光》，而後又推出了《暗戀·橘生淮南》和《最好的我們》。2010年自北大畢業，赴上海從事產業投資工作；2013年辭職，專職寫作。
2013年8月，八月長安攜《被偷走的那五年》和《最好的我們》亮相上海書展，《被偷走的那五年》是其首次執筆嘗試都市言情小說。
2015年，其小說《最好的我們》首先被翻拍為愛奇藝網劇；2017年3月25日，《暗戀·橘生淮南》網劇開拍，八月長安本人親自操刀其劇本創作；同年，《你好，舊時光》的愛奇藝網劇與《暗戀·橘生淮南》電影也開始了籌備。
2017年4月15日，八月長安攜首部散文集《時間的女兒》出席北京新書發表會，中國著名作家、編劇劉恆為其站台。
2017年11月，愛奇藝網劇《你好，舊時光》開播。由李蘭迪、張新成領銜主演。
2018年12月，《暗戀·橘生淮南》電視劇開拍，由胡冰卿、胡一天領銜主演。2021年1月20日於中國騰訊視頻、芒果TV，及台灣WeTV播出。
2021年5月11日，由其擔任總編劇、總製作人的愛情懸疑劇《皮囊之下》在優酷視頻開播，由鄭合惠子、黃聖池領銜主演。
2021年8月5日，振華系列最終部小說《這麼多年》開始預售。